# Mordella disparilis
Mordella disparilis es una especie de coleóptero de la familia Mordellidae.

## Distribución geográfica
Habita en las Seychelles.